# Calcolo umbrale
In matematica, prima degli anni 1970, con il termine calcolo umbrale si indicavano le sorprendenti somiglianze tra molte equazioni polinomiali allora prive di collegamenti logici, nonché certe tecniche poco giustificate che potevano essere usate per 'dimostrare' tali equazioni. Queste tecniche erano state introdotte nel XIX secolo e da taluni sono state chiamate metodo simbolico di Blissard, da altri sono state attribuite a James Joseph Sylvester (che le ha utilizzate ampiamente) e da altri ancora a Édouard Lucas.
Negli anni 1930 e 1940 Eric Temple Bell ha cercato di fornire il calcolo umbrale di fondamenti rigorosi, riuscendoci solo in parte.
Negli anni 1970 Gian-Carlo Rota, Steven Roman e altri sono riusciti a sviluppare il calcolo umbrale sulla solida base dei funzionali lineari sugli spazi di polinomi. Attualmente il calcolo umbrale viene considerato essenzialmente uno strumento per lo studio delle sequenze di Sheffer, e in particolare delle sequenze polinomiali di tipo binomiale e delle sequenze di Appell.

## Il calcolo umbrale del XIX secolo
Questo metodo si può considerare uno strumento notazionale che consente di derivare identità che riguardano successioni numeriche trattando gli indici dei componenti come se fossero esponenti. Questo scambio di ruoli, anche se ingiustificato, si rivela efficace; le identità derivate mediante questo calcolo umbrale possono essere ricavate anche con procedimenti più complicati che possono essere giustificati senza difficoltà logiche. Presentiamo un esempio riguardante i polinomi di Bernoulli. Consideriamo, in particolare, l'ordinario sviluppo binomiale 
{\displaystyle (x+y)^{n}=\sum _{k=0}^{n}{n \choose k}x^{n-k}y^{k}}
e la relazione tra polinomi di Bernoulli che presenta un aspetto sorprendentemente simile:
{\displaystyle B_{n}(x+y)=\sum _{k=0}^{n}{n \choose k}B_{n-k}(x)y^{k}.}
Confrontiamo anche la ben nota regola di derivazione 
{\displaystyle {\frac {d}{dx}}x^{n}=nx^{n-1}}
con la strettamente somigliante relazione fra polinomi di Bernoulli: 
{\displaystyle {\frac {d}{dx}}B_{n}(x)=nB_{n-1}(x).}
Queste somiglianze consentono di individuare "dimostrazioni umbrali" che, nell'ambito della usuale analisi matematica non trovano alcuna garanzia di correttezza, e che tuttavia per qualche motivo funzionano. Ad esempio, imponendo che il deponente {\displaystyle n-k} sia un esponente:
{\displaystyle B_{n}(x)=\sum _{k=0}^{n}{n \choose k}b^{n-k}x^{k}=(b+x)^{n};}
in seguito differenziando si ottiene il risultato desiderato:
{\displaystyle B_{n}'(x)=n(b+x)^{n-1}=nB_{n-1}(x).}
La precedente variabile {\displaystyle b} con un latinismo viene chiamata "umbra".

## Bell e Riordan
Negli anni 1930 e 1940 Eric Temple Bell ha cercato con poco successo di rendere logicamente rigorose le argomentazioni di questo genere. Il combinatorialista John Riordan nel suo testo intitolato Combinatorial Identities pubblicato negli anni 1960, ha ampiamente utilizzato tecniche di questo genere.

## Il calcolo umbrale moderno
Negli anni 1960 Giancarlo Rota ha trovato che il mistero si dirada se si considera il funzionale lineare {\displaystyle L} sui polinomi nella variabile {\displaystyle y} definito dalle richieste
{\displaystyle L(y^{n}):=B_{n}(0)=B_{n}.}
Questo funzionale permette di scrivere
{\displaystyle B_{n}(x)=\sum _{k=0}^{n}{n \choose k}B_{n-k}x^{k}=\sum _{k=0}^{n}{n \choose k}L(y^{n-k})x^{k}=L\left(\sum _{k=0}^{n}{n \choose k}y^{n-k}x^{k}\right)=L((y+x)^{n}),}
e così via.  Rota successivamente ha rilevato che molta confusione sull'argomento dipendeva dalla mancata distinzione fra tre relazioni di equivalenza che si incontrano frequentemente in questi discorsi, relazioni tutte denotate con il segno "=". 
In un articolo pubblicato nel 1964, Rota ha utilizzato metodi umbrali per determinare la formula di ricorrenza soddisfatta dai numeri di Bell, che enumerano le partizioni di insiemi finiti.
Nell'articolo di Roman e Rota citato nella bibliografia, il calcolo umbrale viene ridefinito come lo studio dell'algebra umbrale, struttura definita come l'algebra dei funzionali lineari sullo spazio vettoriale dei polinomi in una variabile {\displaystyle x}, nella quale il prodotto {\displaystyle L_{1}L_{2}} di funzionali lineari viene definito come
{\displaystyle \langle L_{1}L_{2}\mid x^{n}\rangle =\sum _{k=0}^{n}{n \choose k}\langle L_{1}\mid x^{k}\rangle \langle L_{2}\mid x^{n-k}\rangle .}
Quando sequenze polinomiali rimpiazzano successioni di numeri come immagini degli {\displaystyle y^{n}} per applicazione della trasformazione lineare {\displaystyle L}, allora il metodo umbrale si vede costituire un componente essenziale della teoria generale dei polinomi speciali di Rota e questa teoria è il calcolo umbrale secondo alcune definizioni più moderne di questa metodologia. Un primo campione di questa teoria si trova nell'articolo sulle sequenze polinomiali di tipo binomiale. Altri elementi si trovano nell'articolo intitolato sequenza di Sheffer.